# هرقلوناس
قسطنطنين بن هرقل (باليونانية:Κωνσταντῖνος Ἡράκλειος), ويعرف أيضا باسم هرقلوناس (626-641). كان إمبراطورا بيزنطيا حكم لفترة قصيرة ما بين فبراير إلي سبتمبر سنة 641 م. وهو ابن الإمبراطور هرقل من زوجته مارتينا. وقد ولد هرقلوناس علي الأرجح في مدينة لازيقا أثناء حملة والده العسكرية ضد الدولة الساسانية, وهو الابن الرابع للإمبراطور هرقل من زوجته –وإبنة شقيقته- مارتينا، ويعد الابن الأول الذي يولد دون تشوهات خلقية وبالتالي كان مرشحا لولاية العهد.
وفي نهاية عهد هرقل حصل هرقلوناس وبتأثير من والدته مارتينا علي لقب أغسطس وذلك في فبراير سنة 638, وبعد وفاة والده أعلن هرقلوناس أمبراطورا شريكا لأخيه الإمبراطور قسطنطين الثالث.
وبوفاة الإمبراطور قسطنطين الثالث في مايو سنة 641 أصبح هرقلوناس الإمبراطور الأوحد للدولة، أثارت وفاة الإمبراطور قسطنطين الثالث المبكرة الشكوك حول احتمال تورط هرقلوناس ووالدته مارتينا في اغتياله، فشبت ثورة تزعمها فالنتينوس أجبرت هرقلوناس علي تعيين ابن أخيه قنسطنس الثاني شريكا له في الحكم.
ولكن مرة أخرى ثسربت إشاعات مفادها أن هرقلوناس ووالدته ينويان التخلص من قنسطنس الثاني وأنصاره، فقام الثوار بخلع هرقلوناس وأمه وتم جدع أنفهما وعينينهما وتم نفيهما إلي جزيرة رودس.